# جايسون دان
جايسون دان (بالإنجليزية: Jason Dunn)‏ (4 أكتوبر 1971 في الولايات المتحدة - ) هو مدرب كرة قدم ولاعب كرة قدم أمريكي في مركز الهجوم. شارك مع منتخب الولايات المتحدة لكرة القدم. أما مع النوادي، فقد لعب مع Harrisburg Heat (1991–2003) ‏ وSeattle Sounders (1994–2008) ‏ وSeattle SeaDogs ‏ وويتشاتا وينغز ‏.

## وصلات خارجية
- جايسون دان على موقع قاعدة بيانات كرة القدم.إي يو (الإنجليزية)